# IQ Aurigae
IQ Aurigae är (mest stroligt) en ensam stjärna i mellersta delen av stjärnbilden Kusken. Den har en genomsnittlig skenbar magnitud av ca 5,38 och är svagt synlig för blotta ögat där ljusföroreningar ej förekommer. Baserat på parallax enligt Gaia Data Release 3 på ca 7,0 mas, beräknas den befinna sig på ett avstånd på ca 460 ljusår (ca 142 parsek) från solen. Den rör sig bort från solen med en heliocentrisk radialhastighet på ca 29 km/s.

## Egenskaper
IQ Aurigae är en vit till blå stjärna i huvudserien av spektralklass A0pSi och en magnetisk Ap-stjärna. Den har en massa som är ca 4 solmassor, en radie som är ca 2,6 solradier och har ca 263 gånger solens utstrålning av energi från dess fotosfär vid en effektiv temperatur av ca 14 500 K. Den är känd som en kiselstjärna, med en stark linje av enkeljoniserat kisel, och kan också ha underskott av helium eftersom heliumlinjerna är svagare än förväntat.

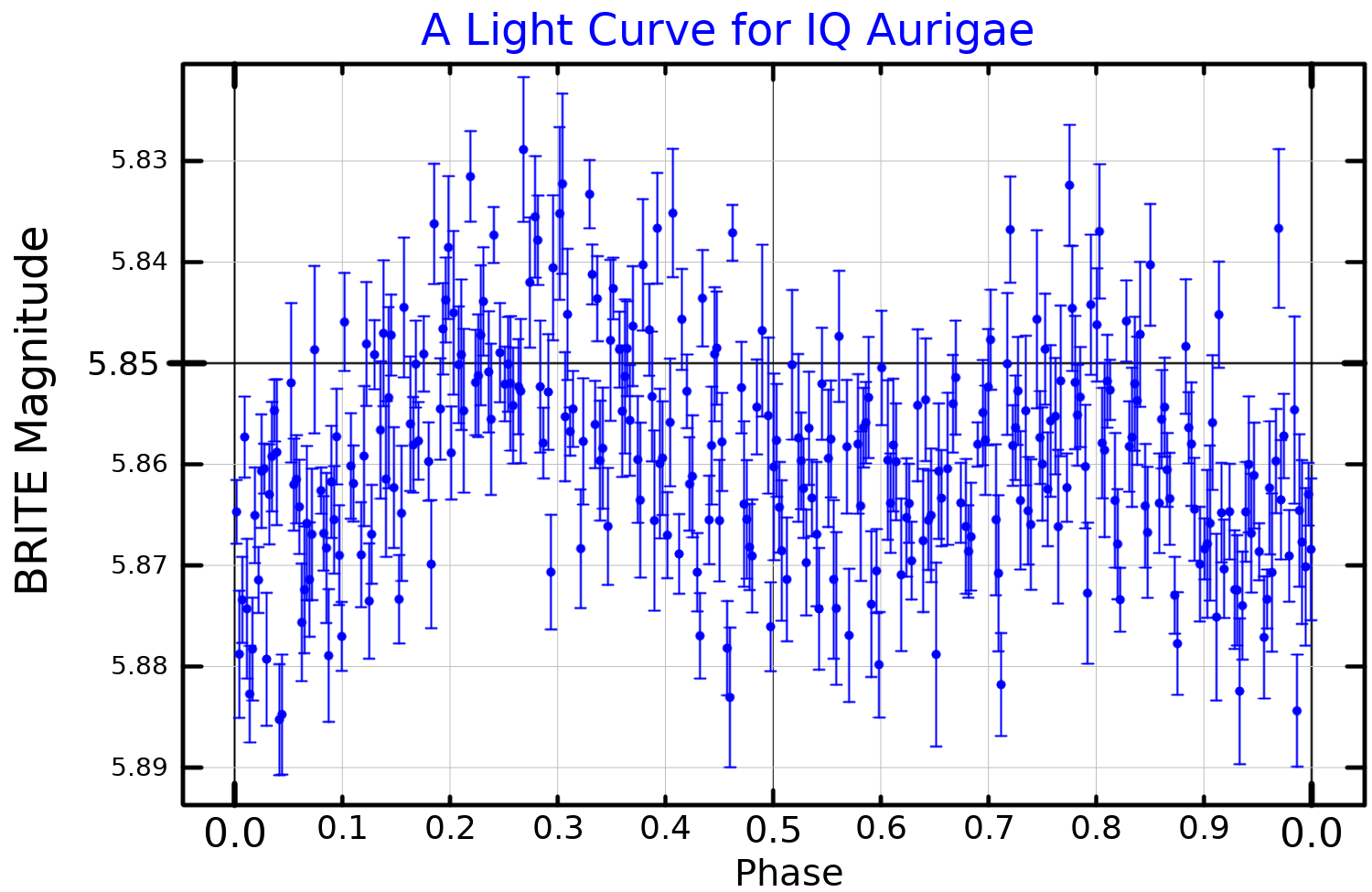
Ljuskurva för IQ Aurigae från BRITE nanosatelliter, plottad från data publicerade av Strassmeier et al. (2020), med antagande av en period på 2 463 dygn.)

Stjärnan är en Alfa2 Canum Venaticorum-variabel, som sträcker sig i skenbar magnitud från 5,35 ner till 5,43 med en rotationsmodulerad period på 2,4660 dygn. Den är en källa till röntgenstrålning med en hög styrka på 4 × 1029 erg/s, vilket kan orsakas av en kombination av stötar i stjärnvinden och magnetisk återkoppling som sker långt ovanför stjärnytan. Stjärnan har observerats med utbrott, under vilket röntgenstrålningen steg till 3,2 × 1031 erg/s.